# Agabus kaszabi
Agabus kaszabi är en skalbaggsart som beskrevs av Borislav Guéorguiev 1972. Agabus kaszabi ingår i släktet Agabus och familjen dykare. Inga underarter finns listade i Catalogue of Life.